# Jelena Tomašević
Jelena Tomašević (Cirílico: Јелена Томашевић) (11 de novembro de 1983, Negotin, Sérvia), é uma cantora pop, famosa pelas suas fortes actuações vocais. Ganhou vários prémios pelas suas canções e representou a Sérvia no Festival Eurovisão da Canção 2008, quedando-se pela 6ª posição com o tema "Oro".

## Vida Pessoal
Em 2002 começou a estudar na Universidade de Kragujevac, na faculdade da Língua Inglesa, tendo colocado os seus estudos em segundo plano mas irá conclui-los em 2009.
Jelena é da mesma cidade que a vencedora do Festival Eurovisão da Canção 2007, Marija Šerifović.
Em abril de 2008 casou-se com o actor sérvio Ivan Bosiljčić.

## Vida Profissional

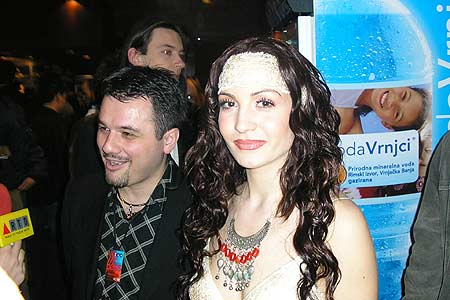
Jelena Tomašević no Beovizija 2005

Aos 8 anos, Jelena ganhou o festival da canção infantil "Šarenijada" em Kragujevac, sua terra natal, onde se uniu a um grupo de folclore chamado Kud Abrasevic, onde foi uma das principais vocalistas. Esta foi a sua primeira actuação pública e, com as suas habilidades vocais, fascinou muita gente. Actuou com muita audiência num festival infantil em 1994, celebrado aquele ano em Kragujevac, de onde saiu novamente vitoriosa.
Depois, actuou em diversos festivais internacionais na República Checa, Bielorrússia e Bulgária, onde ganhou vários prémios. Venceu o programa da RTS3 "3K dur", em 2002.
Em 2004 ficou em 12º lugar, entre 28 participantes, no concurso "Beovizija" com a canção "Kad Ne Bude Tvoje Ljubavi", tendo vencido a edição do mesmo programa do ano seguinte, com a canção "Jutro", canção composta pelo cantor Željko Joksimović, que representou a Sérvia e Montenegro no Festival Eurovisão da Canção 2004, onde ficou em 2º lugar, e apresentou também o Festival Eurovisão da Canção 2008.
Jelena cantou na edição do Campeonato Europeu de Basquetebol de 2005, realizado na antiga Sérvia e Montenegro.
Teve uma participação especial como actriz no filme Ivkova Slava, em 2006, onde representou e cantou.
Em 2008 venceu o concurso Beovizija, e representou o seu país no Festival Eurovisão da Canção 2008, com a canção "Oro", também composta por Željko Joksimović.

## Discografia
- Košava (2008)

## Singles
- Kad Ne Bude Tvoje Ljubavi (2004)
- Jutro (2005)
- Oro (2008)